# Campllong
Pour les articles homonymes, voir Camplong.
Campllong est une commune de la comarque de Gironès dans la province de Gérone en Catalogne (Espagne).